# トレス台
トレス台（トレスだい）とは、主に絵の原稿を複写（トレース）するために利用される道具。別名、ライトボックス。

## 概要

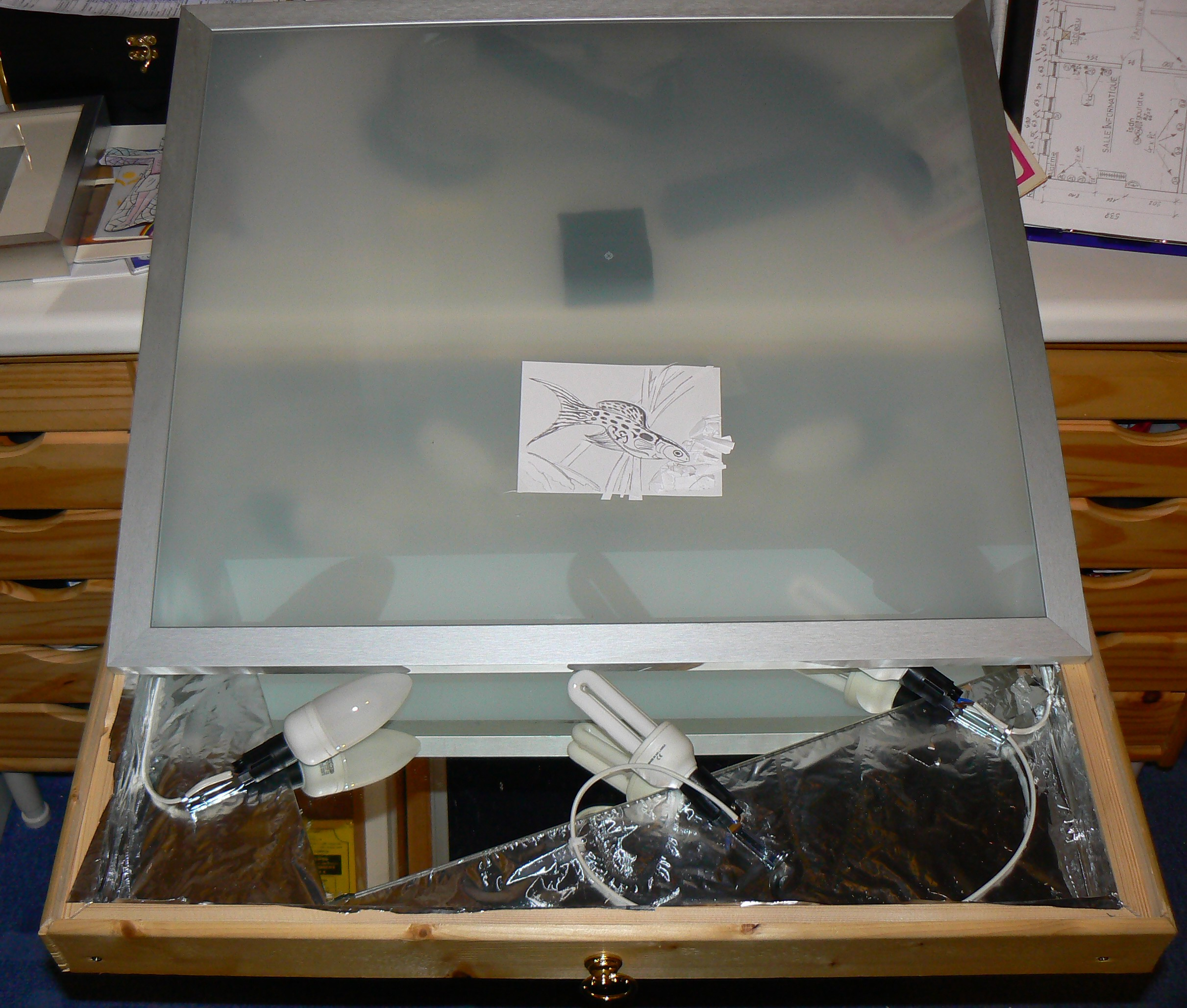
蛍光灯式のトレス台。上の半透明の板に絵と別紙を載せてトレスする。蛍光灯の時代は買うと高いので、自作する人もいた

複写を行う際は、複写したい原稿（薄い紙）をトレス台に載せ、さらにその上に複写先となる（薄い）紙を載せる。トレス台内部の光源の働きにより、複写先の紙を通しても原稿を見ることができる。その後、ペンなどで複写先の紙に書き込むことにより、複写が行える。
濃度が濃く下の原稿が見えないスクリーントーンを切る際や、アニメーターが動画を作画する際にも利用される。
また、写真用として撮影済みのリバーサルフィルムを置き、下から透過光を照射して写真を鑑賞・写りの確認を行うため、蛍光灯の色温度を写真用に適切に調整したライトボックス（ライトテーブル）が発売されている。これが転じ、デジタルカメラ用の画像管理ソフトの中には複数の画像をライトボックスの上に並べたように表示・比較できる、「ライトボックスモード」という機能がある。
製図・フィルム・アニメなどのスタジオで使う業務用に机とトレス台が一体化したものも存在し、「ライトテーブル」と呼ばれる。日本のアニメーターがスタジオで使用しているものは「動画机」と呼ばれ、三起社が製造している。

## LEDトレス台（ライティングボード）
2000年代までのトレス台は、光源が蛍光灯で、その上に乳白色のガラスやアクリル樹脂板をのせた、箱状の台のような形をしていた。大きく、ぶ厚く、重く、そして大雑把で（中身は蛍光灯が1本なので、輝度ムラがある）、しかも熱を持ち（手汗で原稿が波打つ）、電力を食った。価格は、漫画原稿用紙（B4判）が取り廻せるA2サイズの物で2-3万円、小さいものでも数千円と高かった。
2010年代に光源がLED化された。厚さは薄いものだと5mm程度、100個以上のLEDが敷き詰められて輝度ムラがなく、光量や角度を調整できるようになり、充電式で携帯できるようにもなった。もはや「台」や「箱」ではなく「板」なので、「ライティングボード」とも呼ばれている。価格はA2サイズでも数千円程度、小さいものだと数百円程度の物も存在する。2022年現在、ワッツなどの100円ショップでも販売されており、雑誌の付録に付いてくることもある。『ちゃお』2014年3月号は「今すぐまんが家！パーフェクトコミックセット」としてトレス台を付録につけた。
LEDトレス台は、フィギュアの撮影ブースやお立ち台など、簡易な面光源としても使える。

## 参照
1. ↑  ちゃおっ娘も付録でマンガ家になっちゃお！トレース台も - コミックナタリー